# Krasnojarsk
Krasnojarsk (rusky Красноярск) je město v Rusku, na jihu jeho sibiřské části. Leží na řece Jenisej a na Transsibiřské magistrále. Je správním střediskem Krasnojarského kraje. Žije zde přibližně 1,09 milionu obyvatel.

## Historie

### Carské Rusko

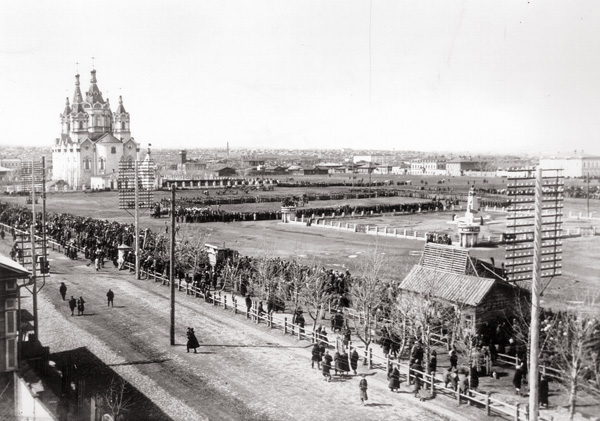
Kostel v Krasnojarsku roku 1928

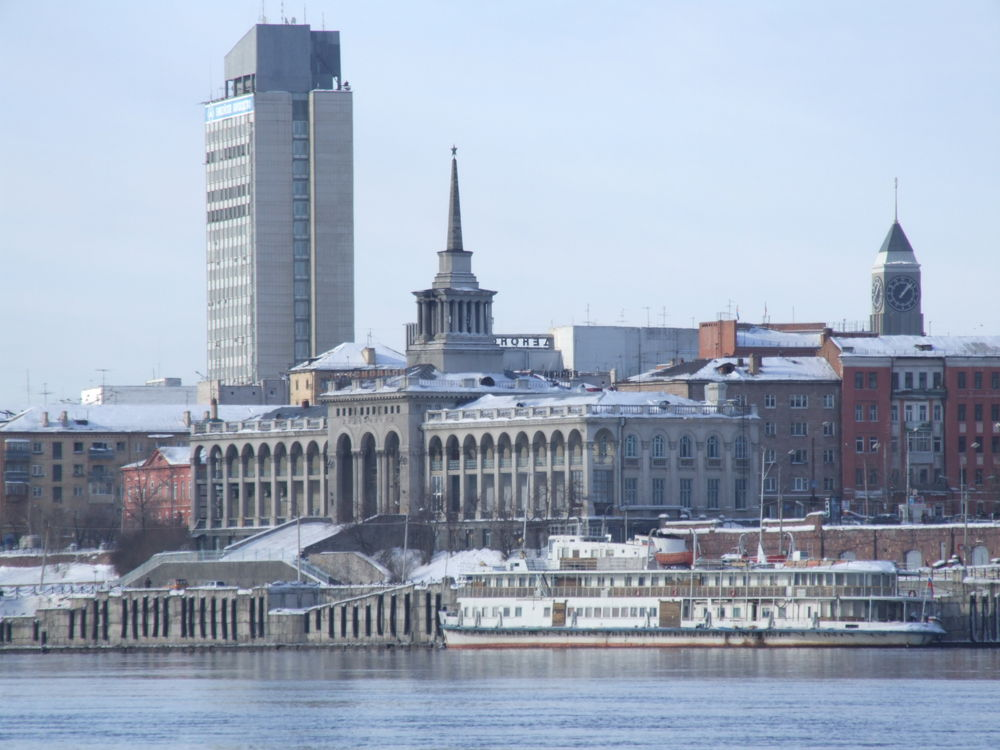
Centrum města

Krasnojarsk založili v červenci 1628 kozáci jako pevnost před nájezdy Tatarů, žijících v povodí Jeniseje. První jméno města znělo Krasnyj Jar (rusky Кра́сный Яр), což je překlad místního turkického názvu Kyzyl Džar, česky Červený útes. Název Krasnojarsk se z něj vyvinul až po tom, co získalo roku 1690 status města. Mezi lety 1735 a 1741 sem byl zaveden z Moskvy poštovní spoj, který spojil Krasnojarsk, Ačinsk a Kansk. Roku 1822 se Krasnojarsk stal sídelním městem Jenisejské gubernie. Železnice byla do města zavedena v roce 1895, což s objevením zlata v okolí nastartovalo růst. V té době už město mělo několik malých továren a železniční dílny. Krasnojarsk byl také místem, kde žila proticarská opozice (8 děkabristů sem bylo po neúspěšném povstání deportováno).
V letech 1918 až 1920 bylo město ve správě československých legionářů, kteří kontrolovali železniční magistrálu.

### Předválečné období
Po říjnové bolševické revoluci zde bylo v rámci pětiletek vystavěno mnoho závodů (např. loděnice, papírna). Roku 1934 zde byl s Krasnojarskem jako svým přirozeným centrem ustavený Krasnojarský kraj. Během Stalinovy vlády v předválečném SSSR se právě v tomto kraji nacházelo nejvíce Gulagů (Kraslag, Kaňsk a Rešjotij), jeden byl také přímo ve městě – Jenisejský (Jenisejlag).

### Druhá světová válka
Během války sem byly evakuovány závody z celého západního Ruska a Ukrajiny. Tak vzniklo v Krasnojarsku těžké strojírenství. Zavedení těžkého průmyslu odstartovalo další růst města. V roce 1939 měl Krasnojarsk 190 tisíc obyvatel, v roce 1959 už 412 tisíc.

### Poválečné období
30 km proti proudu Jeniseje vyrostla Krasnojarská přehrada, napuštěná roku 1971, s hydroelektrárnou o instalovaném výkonu 6 000 MW, dnes druhou největší v Rusku a pátou na světě. V souvislosti s tím vznikl i obří závod na výrobu hliníku.
Na konci 70. let začala sovětská armáda budovat u Krasnojarska speciální radar proti mezikontinentálním balistickým raketám. To bylo porušením sovětsko-americké smlouvy ABM, která omezovala takové systémy protiraketové obrany, a po naléhání USA musela být stavba zastavena. Po pádu Sovětského svazu roku 1991 byly všechny velké závody zprivatizovány. Jejich privatizace ale dopadla tak, že podniky skončily v rukou oligarchů, nebo kriminálníků. Ti nakonec zbankrotovali, závody byly zavřeny a ve městě narostla nezaměstnanost a propadla se životní úroveň. Dnes se situace pomalu lepší, historické budovy jsou už opravené, přesto ovšem jdou změny pomalu.

## Pamětihodnosti
V Krasnojarsku se nachází mnoho katedrál z 18. a 19. století (svatotrojická katedrála, svatoblagověščenská katedrála a další). Významnou památkou sibiřského baroka je místní Pokrovský chrám z roku 1795.

## Jiné zajímavosti
Dále od centra se nachází jeden z neoficiálních symbolů Krasnojarsku, dům Strelka, který má 24 pater. Jeho stavba byla zahájena ještě před obdobím perestrojky, ale nikdy už nebyla dokončena. Potom jsou tu samozřejmě úřady a muzeum Krasnojarského kraje a Krasnojarská státní univerzita. Jižně od města se na pravém břehu Jeniseje rozkládá na ploše 471 km² přírodní rezervace Krasnojarské stolby (Красноярские столбы, Krasnojarskije stolby), zahrnující množství bizarních skalních věží a útesů, které daly kdysi místu jméno.
Ve městě je Sibiřská státní letecko-kosmická univerzita.

## Vývoj počtu obyvatel
| 1897 | 26 600  | 1962 | 465 000 | 1982 | 833 000 | 2000 | 875 500   |
| 1923 | 60 400  | 1967 | 576 000 | 1986 | 885 000 | 2001 | 875 900   |
| 1926 | 72 200  | 1970 | 648 000 | 1989 | 912 600 | 2002 | 911 700   |
| 1939 | 190 000 | 1973 | 707 000 | 1992 | 925 000 | 2012 | 997 316   |
| 1956 | 328 000 | 1976 | 758 000 | 1996 | 871 100 | 2013 | 1 016 385 |
| 1959 | 412 000 | 1979 | 796 300 | 1998 | 875 300 | 2014 | 1 035 528 |

## Slavní rodáci
- Vasilij Ivanovič Surikov (1848–1916), ruský malíř[2]
- Vitalij Abalakov (1906–1986), ruský horolezec a konstruktér horolezecké výzbroje[3]
- Jelena Abramovna Davidovič (1922–2012), ruská archeoložka a numizmatička[4]
- Alexej Jaškin (* 1965), bývalý ruský hokejový obránce[5]
- Julija Pečonkinová (* 1978), bývalá ruská atletka, běžkyně, mistryně světa[6]
- Alexandr Sjomin (* 1984), bývalý ruský hokejový útočník[7]
- Alexandr Treťjakov (* 1985), ruský skeletonista, mistr světa a olympijský vítěz[8]
- Mirra Andrejevová (* 2007), ruská tenistka